# Associated-Rediffusion
Associated-Rediffusion (A-R), también conocida como Rediffusion London, fue una productora británica y un canal de televisión que formó parte desde 1955 hasta 1968 de la red de televisión comercial ITV. Se trata de una de las cuatro franquicias originales de ITV junto con Associated British Corporation (ABC), Associated Television (ATV) y Granada Television.
El canal pertenecía a British Electric Traction y en sus orígenes llegó a contar con apoyo de los editores del Daily Mail. Durante los doce años que formó parte de ITV se ocupó de la concesión para el área metropolitana de Londres de lunes a viernes. En 1968 fue obligada a fusionarse con ABC para crear una nueva concesionaria en la capital, Thames Television.

## Historia

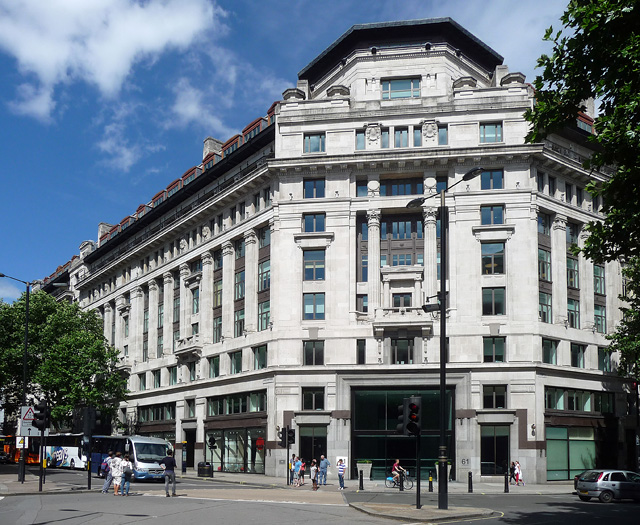
Fachada de la Television House, sede de Associated-Rediffusion.

Associated-Rediffusion fue fundada en 1955 como una de las cuatro franquicias originales de Independent Television (ITV), el canal de televisión británico que había sido creado para competir con la BBC. 
La concesión estaba apoyada por el conglomerado British Electric Traction (BET) —a través de su filial de telecomunicaciones Rediffusion— y la editora de prensa Associated Newspapers —propietaria del Daily Mail—. Debido a la experiencia de Rediffusion en la instalación de repetidores, la autoridad responsable de ITV (ITA) le otorgó la concesión más importante: el área metropolitana de Londres (lunes a viernes). El grupo estableció su sede en un antiguo cuartel de la Real Fuerza Aérea, hoy conocido como Television House.
El 22 de septiembre de 1955, ITV comenzó sus emisiones a través de «Associated-Rediffusion» (A-R). La programación de esta franquicia estuvo muy marcada por su primer director general, el militar Thomas Brownrigg, quien tenía a BBC Television como modelo a seguir. Por esta razón A-R se granjeó una fama de ser menos popular que otras concesionarias como ABC y ATV, llegando a ser apodada «la BBC con anuncios». Dentro de ITV produjo documentales, espacios dramáticos, musicales, y los primeros programas de entretenimiento de David FrostFrost.
En su primer año de vida, A-R fue la franquicia más deficitaria de ITV con un descubierto de 3 millones de libras. Esto motivó la salida gradual de Associated Newspapers del accionariado, por lo que BET se convirtió en el máximo accionista. Décadas más tarde, ya con ITV completamente consolidada, los editores del Daily Mail volvieron a invertir en otras franquicias como Independent Television News y Southern Television.
Con el lanzamiento de BBC Two en 1964, la franquicia pasó a llamarse «Rediffusion London» y adoptó una programación orientada a espectadores más jóvenes, lo que suponía también la salida de Brownrigg. Sin embargo, eso no le bastó para mantener la concesión en 1968. El hecho de que el canal ABC se quedara fuera del reparto de franquicias, aun cuando tenía mayor solvencia económica, llevó a la ITA a impulsar una unión forzosa entre ABC y Rediffusion; BET sería accionista minoritario con el 49% de los títulos. El grupo resultante, Thames Television, se quedaría con la franquicia londinense de lunes a viernes.
Thames Television, heredera de Rediffusion, comenzó sus emisiones el 30 de julio de 1968 y formó parte de ITV hasta finales de 1992.